# Magdalena (Vouet)
La Magdalena es un cuadro del pintor Simon Vouet, realizado entre 1614 y 1615, que se encuentra en el Palacio del Quirinal de Roma, Italia.
Representa a María Magdalena, reconocible por uno de sus atributos iconográficos, el vaso de perfumes, que alude al episodio atribuido a ella en el que perfumó a Jesús poco antes de su ejecución.
El personaje bíblico es abundantemente representado en el arte, teniendo el mismo pintor otros cuadros sobre esta discípula de Cristo, como Magdalena penitente del Museo de Arte de Cleveland y la Magdalena arrepentida del Museo de Amiens, Santa María Magdalena (Galería Nacional de Arte Antiguo de Roma, 1627) y las Magdalenas de Davron, (1640) y del Museo de Bellas Artes y de Arqueología de Besanzón en Francia